# Juan Bernardo de Lippe-Detmold
Juan Bernardo de Lippe-Detmold (en alemán, Johann Bernhard zu Lippe-Detmold; Brake, 18 de octubre de 1613-Detmold, 10 de junio de 1652) fue un conde gobernante de Lippe-Detmold desde 1650 hasta su muerte.

## Biografía
Fue el segundo hijo mayor del conde Simón VII de Lippe y de su primera esposa, Ana Catalina de Nassau-Wiesbaden-Idstein (1590-1622). Después de la muerte de su sobrino, Simón Felipe, en 1650, heredó Lippe-Detmold.
Murió sin hijos en 1652. Su hermano menor, Hermán Adolfo, heredó Lippe-Detmold.
| Predecesor: Simón Felipe | Conde de Lippe-Detmold 19 de junio de 1650-10 de junio de 1652 | Sucesor: Hermán Adolfo |

- Datos: Q92252
- Multimedia: John Bernard, Count of Lippe-Detmold / Q92252